# 曾輝彬
曾輝彬（1983年11月5日—），廣東五華縣的客語流行音樂創作歌手，畢業於梅州市藝術學校。2004年起投入客語流行音樂創作，2006年參與製作《客家情》專輯，2008年發行首張專輯──《客家圍龍屋》。對於中國大陸的客家音樂市場而言，曾輝彬是以現代曲風創作客語歌曲的先驅。

## 外部連結
- 曾輝彬位於中國原創音樂基地網站的音樂空間
- 曾輝彬個人主頁[永久]